# Connor Roberts
Connor Richard John Roberts, född 23 september 1995, är en walesisk fotbollsspelare som spelar för Burnley.

## Klubbkarriär
Den 31 augusti 2021 värvades Roberts av Burnley, där han skrev på ett fyraårskontrakt. Den 1 februari 2024 lånades Roberts ut till Championship-klubben Leeds United på ett låneavtal över resten av säsongen 2023/2024.

## Landslagskarriär
Roberts debuterade för Wales landslag den 26 mars 2018 i en 1–0-förlust mot Uruguay, där han blev inbytt i den 59:e minuten mot Declan John.